# Salem, South Carolina
Salem är en ort i Oconee County i delstaten South Carolina, USA.